# 小野かおる
小野 かおる（おの かおる、1930年8月19日 - 2020年10月13日）は、日本の絵本作家・画家、スペースデザイナー。東京造形大学名誉教授。

## 人物・来歴
本名は成子（＝しげこ）。父は詩人でロシア文学者の中山省三郎。娘は絵本作家おのりえん（小野里宴）。
東京芸術大学美術学部油絵科卒業。第30回巖谷小波文芸賞受賞。厚生大臣賞、サンケイＪＲ賞、吉村証子賞、産経児童出版文化賞受賞。

## 代表作
- M・フラック 作『くまさんに　きいてごらん』木島始訳 福音館書店 こどものとも26号/1958年5月号
- 『オンロックがやってくる』福音館書店 こどものとも63号/1961年6月号 産経児童出版文化賞受賞
- 『とんだ　トロップ』福音館書店 こどものとも84号/1963年3月号
- 『ゆびっこ』福音館書店 こどものとも96号/1964年3月号
- 『ねずみおことわり』中谷幸子案、福音館書店 こどものとも114号/1965年9月号
- 『はるかぜとぷう』こどものとも、福音館書店 1968年
- 『クリスマスがせめてくる』福音館書店 1976年
- 三田村信行作『さむがりやのゆきだるま』小峰書店 1978年
- 『のんのんのんたとちびうさぎ』小峰書店 1980年
- 『ねずみのおよめさん』福音館書店 1988
- 池内了『お父さんが話してくれた宇宙の歴史』2-4　岩波書店 1992年 産経児童出版文化賞JR賞受賞
- 『かべかべ、へい！』福音館書店 たくさんのふしぎ 1994年9月号
- 脇明子作『おかぐら』福音館書店 1996年
- 『くまのしっぽ』内田莉莎子訳 福音館書店 1996年
- 『われたたまご』福音館書店 1997年
- 『銀のうでわ』君島久子作 岩波書店 1997年
- 『ねことおんどり』内田莉莎子作 福音館書店 1997年
- 『はしをわたらずはしわたれ』福音館書店 1998年
- 武鹿悦子作『いぬ　おいで』リーブル 1998年
- CD付英語絵本　はるかぜとぷぅ Spring Breezes Huff and Puff! ラボ教育センター 1999年
- 『巨人グミヤーと太陽と月』君島久子作 岩波書店 2000年
- 『まーふぁのはたおりうた』童話館出版 2001年
- 『こぶたかげこぶた』福音館書店 2002年
- 『へんてこ　へんてこ』福音館書店 2004年
- 『ごろぴか　どーん』福音館書店 2005年
- 大橋政人作『いつのまにかのまほう』福音館書店 2005年
- 『こぐまのむっく』福音館書店 2006年
- 『ニューワと九とうの水牛』福音館書店 2007年
- ゲーテ『きつねのライネケ』上田真而子編訳 岩波少年文庫 2007年
- 『天女の里がえり』君島久子作 岩波書店 2007年
- V・ベレストフ作『イグアノドンとちいさなともだち』松谷さやか訳 小学館 2008年
- 小風さち作『ゆびぬき小路の秘密』福音館書店 2008年
- 石井睦美作『西のくま東のくま』佼成出版社 2008年
- 大橋政人『みぎあしくんとひだりあしくん』山本尚明写真 福音館書店 2008年
- 小風さち『トン・ウーとはち』講談社 2009年
- 『くまさん くまさん おはいんなさい』福音館書店 2009年
- 西本鶏介作『たぬきのばけたおつきさま』鈴木出版 2011年